# J-League de 2024
A J1-League de 2024 (2024 Meiji Yasuda Seimei J1 Rīgu por questões de patrocínio) foi a 32ª edição da liga de futebol japonesa profissional J-League. Teve início em 23 de fevereiro e seu encerramento em 8 de dezembro de 2024. Vencedor da edição anterior, o Vissel Kobe conquistou o bicampeonato ao vencer o Shonan Bellmare por 3 a 0 na última rodada, enquanto seu principal rival na disputa, o Sanfrecce Hiroshima, foi derrotado pelo Gamba Osaka por 3 a 1.
Com o planejamento de expandir o número de clubes na liga de 18 para 20 equipes,, os tradicionais Tokyo Verdy e Júbilo Iwata assumem a vaga do rebaixado Yokohama FC, além do estreante Machida Zelvia, que chegou a liderar boa parte do campeonato e terminou em terceiro lugar, empatado com o Gamba Osaka em pontos, ficando à frente por ter uma vitória a mais (19 a 18) e conquistando a vaga para a Liga dos Campeões da AFC de 2025–26. Anderson Lopes, do Yokohama F. Marinos, foi o artilheiro da competição com 24 gols.
Júbilo Iwata, Consadole Sapporo e Sagan Tosu foram as equipes rebaixadas para a J2 de 2025, sendo substituídos por Shimizu S-Pulse, Yokohama FC e Fagiano Okayama, este último estreante na primeira divisão japonesa.

## Participantes
| Clube               | Cidade    | Estádio                                     | Última temporada |
| ------------------- | --------- | ------------------------------------------- | ---------------- |
| Consadole Sapporo   | Sapporo   | Sapporo Dome Sapporo Atsubetsu Park Stadium | J1 (12º)         |
| Kashima Antlers     | Kashima   | Kashima Soccer Stadium                      | J1 (5º)          |
| Urawa Red Diamonds  | Saitama   | Saitama Stadium 2002                        | J1 (4º)          |
| Kashiwa Reysol      | Kashiwa   | Sankyo Frontier Kashiwa Stadium             | J1 (17º)         |
| FC Tokyo            | Tóquio    | Ajinomoto Stadium                           | J1 (11º)         |
| Tokyo Verdy         | Tóquio    | Ajinomoto Stadium                           | J2 (3º)          |
| Machida Zelvia      | Tóquio    | Machida GION Stadium                        | J2 (Campeão)     |
| Kawasaki Frontale   | Kawasaki  | Todoroki Athletics Stadium                  | J1 (8º)          |
| Yokohama F. Marinos | Yokohama  | Nissan Stadium                              | J1 (2º)          |
| Júbilo Iwata        | Shizuoka  | Yamaha Stadium                              | J2 (2º)          |
| Shonan Bellmare     | Hiratsuka | Shonan BMW Stadium Hiratsuka                | J1 (15º)         |
| Albirex Niigata     | Niigata   | Estádio Big Swan                            | J1 (10º)         |
| Nagoya Grampus      | Nagoya    | Paloma Mizuho Stadium Toyota Sutajiamu      | J1 (8º)          |
| Kyoto Sanga         | Quioto    | Sanga Stadium by Kyocera                    | J1 (6º)          |
| Gamba Osaka         | Osaka     | Suita City Football Stadium                 | J1 (16º)         |
| Cerezo Osaka        | Osaka     | Estádio Yodoko Sakura                       | J1 (9º)          |
| Vissel Kobe         | Kobe      | Noevir Stadium Kobe                         | J1 (Campeão)     |
| Sanfrecce Hiroshima | Hiroshima | Edion Stadium Hiroshima                     | J1 (3º)          |
| Avispa Fukuoka      | Fukuoka   | Estádio Best Denki                          | J1 (7º)          |
| Sagan Tosu          | Tosu      | Ekimae Real Estate Stadium                  | J1 (14º)         |

### Técnicos, capitães, equipamentos e patrocínios
| Clube               | Treinador                                          | Capitão           | Equipamentos | Patrocinador principal            |
| ------------------- | -------------------------------------------------- | ----------------- | ------------ | --------------------------------- |
| Consadole Sapporo   | Mihailo Petrović (1ª—38ª)                          | Takuma Arano      | Mizuno       | Ishiya                            |
| Kashima Antlers     | Ranko Popović (1ª—33ª) Masaki Chugo (34ª—38ª)      | Gaku Shibasaki    | Nike         | LIXIL                             |
| Urawa Red Diamonds  | Per-Mathias Høgmo (1ª—27ª) Maciej Skorża (28ª—38ª) | Shusaku Nishikawa | Nike         | Polus Mitsubishi Heavy Industries |
| Kashiwa Reysol      | Masami Ihara (1ª—38ª)                              | Taiyo Koga        | Yonex        | Hitachi                           |
| FC Tokyo            | Peter Cklamovski (1ª—38ª)                          | Masato Morishige  | New Balance  | Tokyo Gas                         |
| Tokyo Verdy         | Hiroshi Jofuku (1ª—38ª)                            | Koki Morita       | Athleta      | Nicigas                           |
| Machida Zelvia      | Go Kuroda (1ª—38ª)                                 | Gen Shoji         | Adidas       | CyberAgent                        |
| Kawasaki Frontale   | Toru Oniki (1ª—38ª)                                | Yasuto Wakizaka   | Puma         | Fujitsu                           |
| Yokohama F. Marinos | Harry Kewell (1ª—23ª) John Hutchinson (24ª—38ª)    | Takuya Kida       | Adidas       | Nissan                            |
| Shonan Bellmare     | Satoshi Yamaguchi (1ª—38ª)                         | Kazuki Oiwa       | Penalty      | Meldia                            |
| Albirex Niigata     | Rikizo Matsuhashi (1ª—38ª)                         | Yuto Horigome     | Adidas       | Kameda Seika                      |
| Nagoya Grampus      | Kenta Hasegawa (1ª—38ª)                            | Sho Inagaki       | Mizuno       | Toyota GR Yaris                   |
| Kyoto Sanga         | Cho Kwi-jae (1ª—38ª)                               | Temma Matsuda     | Puma         | Kyocera                           |
| Gamba Osaka         | Dani Poyatos (1ª—38ª)                              | Takashi Usami     | Hummel       | Panasonic                         |
| Cerezo Osaka        | Akio Kogiku (1ª—38ª)                               | Tatsuya Yamashita | Puma         | Yanmar                            |
| Vissel Kobe         | Takayuki Yoshida (1ª—38ª)                          | Hotaru Yamaguchi  | Asics        | Rakuten Mobile                    |
| Sanfrecce Hiroshima | Michael Skibbe (1ª—38ª)                            | Sho Sasaki        | Nike         | Edion                             |
| Avispa Fukuoka      | Shigetoshi Hasebe (1ª—38ª)                         | Tatsuki Nara      | Yonex        | Shin Nihon Seiyaku                |
| Sagan Tosu          | Kenta Kawai (1ª—25ª) Kosuke Kitani (26ª—38ª)       | Naoyuki Fujita    | New Balance  | Kimura Information Technology     |

## Mudanças de técnicos
| Equipe              | Técnico demitido  | Motivo da demissão | Dia em que saiu        | Posição em que deixou o clube | Técnico substituto         | Dia em que assumiu o cargo |
| ------------------- | ----------------- | ------------------ | ---------------------- | ----------------------------- | -------------------------- | -------------------------- |
| Kashima Antlers     | Daiki Iwamasa     | Final de contrato  | 4 de dezembro de 2023  | Pré-temporada                 | Ranko Popović              | 21 de dezembro de 2023     |
| Yokohama F. Marinos | Kevin Muscat      | Renunciado         | 6 de dezembro de 2023  | Pré-temporada                 | Harry Kewell               | 31 de dezembro de 2023     |
| Urawa Red Diamonds  | Maciej Skorża     | Renunciado         | 23 de dezembro de 2023 | Pré-temporada                 | Per-Mathias Høgmo          | 23 de dezembro de 2023     |
| Yokohama F. Marinos | Harry Kewell      | Demitido           | 16 de julho de 2024    | 12º                           | John Hutchinson (interino) | 16 de julho de 2024        |
| Sagan Tosu          | Kenta Kawai       | Demitido           | 9 de agosto de 2024    | 19º                           | Kosuke Kitani              | 9 de agosto de 2024        |
| Urawa Red Diamonds  | Per-Mathias Høgmo | Demitido           | 27 de agosto de 2024   | 13º                           | Maciej Skorża              | 27 de agosto de 2024       |
| Kashima Antlers     | Ranko Popović     | Demitido           | 6 de outubro de 2024   | 4º                            | Masaki Chugo               | 9 de outubro de 2024       |

## Jogadores estrangeiros
Desde a temporada 2021, não há restrições a um número de jogadores estrangeiros contratados, porém cada equipe terá o limite para registrar apenas 5 por jogo. Jogadores de países-parceiros da J-League (Tailândia, Vietnã, Marrocos, Malásia, Camboja, Singapura e Indonésia) estão isentos desta regra.
- Jogadores em negrito indica que foi registrado durante o período de transferências no meio da temporada.
- Jogadores em itálico indica que o jogador possui nacionalidade japonesa além da cidadania de um país filiado à FIFA, possui cidadania de algum dos países-parceiros da J-League ou está isento de ser considerado estrangeiro por ter nascido no Japão e estar matriculado ou formado em escolas do país.[21]

| Clube               | Jogador 1         | Jogador 2         | Jogador 3          | Jogador 4             | Jogador 5      | Jogador 6         | Jogador 7         | Jogador 8   | Deixou o elenco                |
| ------------------- | ----------------- | ----------------- | ------------------ | --------------------- | -------------- | ----------------- | ----------------- | ----------- | ------------------------------ |
| Consadole Sapporo   | Francis Cann      | Kinglord Safo     | Amadou Bakayoko    | Kim Gun-hee           | Park Min-gyu   | Jordi Sánchez     | Supachok Sarachat |             |                                |
| Albirex Niigata     | Thomas Deng       | Danilo Gomes      | Michael Fitzgerald |                       |                |                   |                   |             |                                |
| Kashima Antlers     | Guilherme Parede  | Talles            | Aleksandar Čavrić  | Radomir Milosavljević | Park Eui-jeong |                   |                   |             |                                |
| Urawa Red Diamonds  | Thiago Santana    | Bryan Linssen     | Marius Høibråten   | Samuel Gustafson      | Ekanit Panya   |                   |                   |             | Alexander Scholz Ola Solbakken |
| Kashiwa Reysol      | Diego             | Matheus Sávio     | Jay-Roy Grot       |                       |                |                   |                   |             |                                |
| FC Tokyo            | Diego Oliveira    | Everton Galdino   | Henrique Trevisan  |                       |                |                   |                   |             | Jajá Silva                     |
| Tokyo Verdy         | Matheus Vidotto   | Tiago Alves       |                    |                       |                |                   |                   |             |                                |
| Machida Zelvia      | Mitch Duke        | Erik              | Byron Vásquez      | Ibrahim Drešević      | Jang Min-gyu   | Na Sang-ho        | Oh Se-hun         | Anton Burns |                                |
| Yokohama F. Marinos | Anderson Lopes    | Eduardo           | Élber              | Yan Matheus           | Kodjo Aziangbe |                   |                   |             | Nam Tae-hee                    |
| Kawasaki Frontale   | Erison            | Jesiel            | Marcinho           | Patrick Verhon        | Zé Ricardo     | César Haydar      | Jung Sung-ryong   |             | Bafétimbi Gomis                |
| Shonan Bellmare     | Luiz Phellype     | Lukian            | Kim Min-tae        | Song Bum-keun         |                |                   |                   |             |                                |
| Júbilo Iwata        | Jordy Croux       | Bruno José        | Léo Gomes          | Matheus Peixoto       | Ricardo Graça  | Weverton          | Hassan Hilu       | Park Se-gi  |                                |
| Nagoya Grampus      | Mitchell Langerak | Patric            | Kasper Junker      | José Carabalí         | Ha Chang-rae   | Yves Avelete      |                   |             | Thales Paula                   |
| Kyoto Sanga         | Lucas Oliveira    | Marco Túlio       | Murilo Costa       | Rafael Elias          | Akira Fantini  | Gu Sung-yun       | Yoon Sung-jun     |             | Warner Hahn                    |
| Gamba Osaka         | Dawhan            | Juan Alano        | Welton             | Aolin Zhang           | Neta Lavi      | Issam Jebali      |                   |             |                                |
| Cerezo Osaka        | Capixaba          | Léo Ceará         | Lucas Fernandes    | Vitor Bueno           | Kim Jin-hyeon  | Yang Han-been     |                   |             | Jordy Croux Justin Hubner      |
| Vissel Kobe         | Jean Patric       | Matheus Thuler    |                    |                       |                |                   |                   |             |                                |
| Sanfrecce Hiroshima | Douglas Vieira    | Ezequiel          | Marcos Júnior      | Pieros Sotiriou       | Tolgay Arslan  | Gonçalo Paciência |                   |             |                                |
| Avispa Fukuoka      | Douglas Grolli    | Wellington Tanque | Shahab Zahedi      | Nassim Ben Khalifa    |                |                   |                   |             |                                |
| Sagan Tosu          | Jajá Silva        | Marcelo Ryan      | Vinícius Araújo    | Vykintas Slivka       | Kim Tae-hyeon  | Lee Yoon-sung     | Park Il-gyu       | Arnau Riera |                                |

## Classificação
| Pos | Equipe                  | Pts | J  | V  | E  | D  | GP | GC | SG  | Classificação                                             |
| --- | ----------------------- | --- | -- | -- | -- | -- | -- | -- | --- | --------------------------------------------------------- |
| 1   | Vissel Kobe (Q)         | 68  | 36 | 20 | 8  | 8  | 57 | 35 | +22 | Fase de liga da Liga dos Campeões Elite da AFC de 2025–26 |
| 2   | Sanfrecce Hiroshima (X) | 65  | 36 | 18 | 11 | 7  | 66 | 39 | +27 | Fase de liga da Liga dos Campeões Elite da AFC de 2025–26 |
| 3   | Machida Zelvia          | 63  | 36 | 18 | 9  | 9  | 52 | 31 | +21 | Fase de liga da Liga dos Campeões 2 da AFC de 2025–26     |
| 4   | Gamba Osaka             | 60  | 36 | 16 | 12 | 8  | 45 | 34 | +11 |                                                           |
| 5   | Kashima Antlers         | 59  | 36 | 16 | 11 | 9  | 55 | 40 | +15 |                                                           |
| 6   | Tokyo Verdy             | 55  | 36 | 14 | 13 | 9  | 47 | 46 | +1  |                                                           |
| 7   | Cerezo Osaka            | 52  | 36 | 13 | 13 | 10 | 43 | 43 | 0   |                                                           |
| 8   | FC Tokyo                | 51  | 36 | 14 | 9  | 13 | 49 | 49 | 0   |                                                           |
| 9   | Yokohama F. Marinos     | 49  | 36 | 14 | 7  | 15 | 58 | 58 | 0   |                                                           |
| 10  | Urawa Red Diamonds      | 47  | 36 | 12 | 11 | 13 | 49 | 44 | +5  |                                                           |
| 11  | Nagoya Grampus          | 47  | 36 | 14 | 5  | 17 | 42 | 44 | −2  |                                                           |
| 12  | Avispa Fukuoka          | 47  | 36 | 11 | 14 | 11 | 31 | 35 | −4  |                                                           |
| 13  | Kawasaki Frontale       | 46  | 36 | 11 | 13 | 12 | 58 | 52 | +6  |                                                           |
| 14  | Kyoto Sanga             | 46  | 36 | 12 | 10 | 14 | 43 | 54 | −11 |                                                           |
| 15  | Shonan Bellmare         | 45  | 36 | 12 | 9  | 15 | 51 | 52 | −1  |                                                           |
| 16  | Albirex Niigata         | 41  | 36 | 10 | 11 | 15 | 44 | 58 | −14 |                                                           |
| 17  | Kashiwa Reysol          | 40  | 36 | 9  | 13 | 14 | 38 | 49 | −11 |                                                           |
| 18  | Júbilo Iwata            | 35  | 36 | 9  | 8  | 19 | 45 | 64 | −19 | Rebaixado para a J2 League de 2025                        |
| 19  | Consadole Sapporo       | 34  | 36 | 8  | 10 | 18 | 41 | 61 | −20 | Rebaixado para a J2 League de 2025                        |
| 20  | Sagan Tosu (R)          | 29  | 36 | 8  | 5  | 23 | 42 | 68 | −26 | Rebaixado para a J2 League de 2025                        |

1. ↑  O Vissel Kobe se classificou para a fase de liga da Liga dos Campeões Elite graças ao título da Copa do Imperador de 2024.

### Desempenho por rodada
| Rodadas  | 1ª  | 2ª  | 3ª  | 4ª  | 5ª  | 6ª  | 7ª  | 8ª  | 9ª  | 10ª | 11ª | 12ª | 13ª | 14ª | 15ª | 16ª | 17ª | 18ª | 19ª |
| 1º Lugar | KAN | KAN | SHI | MZE | MZE | MZE | MZE | COS | MZE | COS | MZE | MZE | VKO | VKO | MZE | MZE | MZE | MZE | MZE |
| Rodadas  | 20ª | 21ª | 22ª | 23ª | 24ª | 25ª | 26ª | 27ª | 28ª | 29ª | 30ª | 31ª | 32ª | 33ª | 34ª | 35ª | 36ª | 37ª | 38ª |
| 2º Lugar | MZE | MZE | MZE | MZE | MZE | MZE | MZE | MZE | MZE | SHI | MZE | SHI | SHI | SHI | SHI | VKO | VKO |     |     |

### Resultados
| Mandante \ Visitante | ANI | KSA | AFU | SHB | COS | HCS | YFM | KWF | GOS | NGR | JIW | KSA | MCZ | URD | KSR | STO | SHI | TOK | TOV | VKO |
| -------------------- | --- | --- | --- | --- | --- | --- | --- | --- | --- | --- | --- | --- | --- | --- | --- | --- | --- | --- | --- | --- |
| Albirex Niigata      | —   | 0–4 | 1–2 | 3–1 | 0–1 | 1–1 | 3–1 | 2–2 |     | 1–0 | 2–2 | 0–4 | 0–0 | 2–4 | 1–1 | 3–4 | 1–1 | 1–3 | 0–2 | 2–3 |
| Kyoto Sanga          | 1–1 | —   | 0–0 | 3–1 | 1–1 | 2–0 | 3–2 | 2–1 | 0–0 | 0–0 | 1–0 |     |     | 0–0 | 0–0 | 3–0 | 2–2 | 2–1 | 3–3 | 1–0 |
| Avispa Fukuoka       | 0–1 | 1–0 | —   | 1–1 | 0–3 | 0–0 | 2–1 | 1–1 | 1–0 | 1–0 | 2–2 | 1–0 | 0–3 |     | 2–1 | 2–0 | 1–1 | 1–3 | 0–1 | 0–2 |
| Shonan Bellmare      | 2–1 | 3–2 | 1–1 | —   | 1–2 | 1–1 |     | 1–2 | 1–2 | 0–1 | 5–0 | 3–2 | 0–0 | 4–4 | 1–2 | 2–1 | 2–1 | 0–1 | 1–2 | 0–1 |
| Cerezo Osaka         | 1–2 |     | 1–0 | 2–0 | —   | 1–1 | 2–2 | 1–0 | 1–0 | 2–1 | 1–2 |     | 0–0 | 2–1 | 0–0 | 1–0 | 1–1 | 2–2 | 2–1 | 1–4 |
| Consadole Sapporo    | 0–1 | 0–3 | 2–2 | 3–3 | 1–1 | —   | 0–1 | 2–0 | 1–0 | 1–2 | 1–0 | 0–3 | 1–2 | 0–1 |     | 5–3 | 1–1 | 1–2 | 0–2 | 1–1 |
| Yokohama F. Marinos  | 0–0 | 4–1 | 0–1 | 2–2 | 4–0 | 3–2 | —   | 0–0 | 2–0 |     | 1–1 | 4–1 | 1–3 | 0–0 | 4–0 | 0–1 | 3–2 | 1–3 | 1–2 | 1–2 |
| Kawasaki Frontale    | 5–1 | 1–3 |     | 1–1 | 1–1 | 3–0 | 1–3 | —   | 1–1 | 2–1 | 4–5 | 1–3 | 0–1 | 3–1 | 1–1 | 3–2 | 1–1 | 3–0 | 0–0 | 3–0 |
| Gamba Osaka          | 1–0 | 1–2 | 2–2 | 0–1 | 1–0 | 2–1 | 4–0 | 3–1 | —   | 3–2 | 2–1 | 1–2 | 1–3 | 0–1 | 2–1 | 2–1 |     | 0–0 | 1–1 | 2–1 |
| Nagoya Grampus       | 3–0 | 0–3 | 0–0 | 1–1 | 2–1 | 0–2 | 2–1 | 2–0 | 0–1 | —   | 2–0 | 0–3 | 0–1 | 0–1 | 2–1 |     | 1–2 |     | 1–0 | 0–2 |
| Júbilo Iwata         | 2–0 | 2–1 | 0–0 | 3–2 | 1–1 | 0–2 | 3–4 | 2–2 | 3–4 | 0–1 | —   | 2–1 | 2–0 | 1–1 | 0–1 | 0–3 | 1–2 |     | 3–0 | 0–2 |
| Kyoto Sanga          | 1–1 |     | 0–0 | 3–1 | 1–1 | 2–0 | 3–2 | 2–1 | 0–0 | 0–0 | 1–0 | —   |     | 0–0 | 0–0 | 3–0 | 2–2 | 2–1 | 3–3 | 1–0 |
| Machida Zelvia       | 1–3 | 1–0 | 0–0 | 0–1 | 2–1 | 0–0 | 1–2 | 1–4 | 1–1 | 1–0 | 4–0 | 1–0 | —   | 2–2 | 2–0 | 3–1 | 1–2 | 3–0 | 5–0 | 1–2 |
| Urawa Red Diamonds   |     | 2–2 | 2–1 | 2–3 | 0–1 | 3–4 | 2–1 | 1–1 | 0–1 | 2–1 | 3–0 | 2–2 | 1–2 | —   | 1–0 | 3–0 | 3–0 | 0–2 | 1–1 | 1–1 |
| Kashiwa Reysol       | 1–1 | 1–2 | 0–2 | 2–1 | 1–1 | 2–1 | 1–0 | 2–3 | 0–0 | 0–2 | 0–2 | 1–2 | 1–1 | 1–0 | —   | 1–1 | 0–1 | 3–2 | 2–3 |     |
| Sagan Tosu           | 1–2 | 4–2 | 0–0 | 1–2 | 0–2 | 4–0 | 1–2 | 5–2 | 0–2 | 0–2 |     | 4–2 | 2–1 | 1–1 | 1–4 | —   | 1–4 | 0–1 | 0–2 | 0–0 |
| Sanfrecce Hiroshima  | 1–1 | 1–3 | 1–0 | 2–0 | 2–0 |     | 6–2 | 2–2 | 1–1 | 2–3 | 2–0 | 1–3 | 2–0 | 2–0 | 2–0 | 4–0 | —   | 3–2 | 4–1 | 1–3 |
| FC Tokyo             | 2–0 | 2–0 | 0–1 | 0–2 |     | 1–0 | 1–1 | 0–3 | 0–1 | 4–1 | 1–1 | 2–0 | 1–2 | 2–1 | 3–3 | 1–1 | 1–1 | —   | 0–0 | 1–2 |
| Tokyo Verdy          | 2–2 | 2–1 | 0–0 | 0–2 | 1–1 | 5–3 | 1–2 |     | 0–0 | 1–0 | 3–2 | 2–1 | 0–1 | 2–1 | 1–1 | 2–0 | 0–2 | 2–2 | —   | 1–1 |
| Vissel Kobe          | 3–2 | 3–1 | 1–0 |     | 2–1 | 6–1 | 1–2 | 1–0 | 2–2 | 3–3 | 2–0 | 3–1 | 0–0 | 1–0 | 0–1 | 2–0 | 0–0 | 0–2 | 0–1 | —   |

## Estatísticas

### Artilheiros
| Pos. | Jogador          | Clube               | Gols |
| ---- | ---------------- | ------------------- | ---- |
| 1    | Anderson Lopes   | Yokohama F. Marinos | 24   |
| 2    | Léo Ceará        | Cerezo Osaka        | 21   |
| 3    | Ryo Germain      | Júbilo Iwata        | 19   |
| 3    | Shin Yamada      | Kawasaki Frontale   | 19   |
| 5    | Yuma Suzuki      | Kashima Antlers     | 15   |
| 6    | Marcelo Ryan     | Sagan Tosu          | 14   |
| 7    | Yoshinori Muto   | Vissel Kobe         | 13   |
| 8    | Thiago Santana   | Urawa Red Diamonds  | 12   |
| 8    | Takashi Usami    | Gamba Osaka         | 12   |
| 10   | Lukian           | Shonan Bellmare     | 11   |
| 10   | Rafael Elias     | Kyoto Sanga         | 11   |
| 10   | Taisei Miyashiro | Vissel Kobe         | 11   |
| 10   | Yuki Ohashi      | Sanfrecce Hiroshima | 11   |
| 10   | Yuya Osako       | Vissel Kobe         | 11   |

### Hat-tricks
| Jogador          | Clube onde atuava   | Clube que levou os gols    | Placar  | Data                   | Ref.   |
| ---------------- | ------------------- | -------------------------- | ------- | ---------------------- | ------ |
| Ryo Germain4     | Júbilo Iwata        | Kawasaki Frontale          | 5–4 (A) | 1 de março de 2024     | [ 25 ] |
| Bafétimbi Gomis  | Kawasaki Frontale   | Hokkaido Consadole Sapporo | 3–0 (H) | 11 de maio de 2024     | [ 26 ] |
| Kasper Junker    | Nagoya Grampus      | FC Tokyo                   | 3–1 (H) | 15 de maio de 2024     | [ 27 ] |
| Naoto Arai       | Sanfrecce Hiroshima | Kyoto Sanga                | 5–0 (A) | 19 de maio de 2024     | [ 28 ] |
| Anderson Lopes   | Yokohama F. Marinos | Kashiwa Reysol             | 4–0 (H) | 29 de maio de 2024     | [ 29 ] |
| Lukian           | Shonan Bellmare     | Júbilo Iwata               | 5–0 (H) | 14 de julho de 2024    | [ 30 ] |
| Rafael Elias     | Kyoto Sanga         | Cerezo Osaka               | 5–3 (A) | 17 de agosto de 2024   | [ 31 ] |
| Tolgay Arslan    | Sanfrecce Hiroshima | FC Tokyo                   | 3–2 (H) | 31 de agosto de 2024   | [ 32 ] |
| Anderson Lopes   | Yokohama F. Marinos | Júbilo Iwata               | 4–3 (H) | 16 de novembro de 2024 | [ 33 ] |
| Hiroto Taniguchi | Tokyo Verdy         | Kawasaki Frontale          | 4–5 (H) | 30 de novembro de 2024 | [ 34 ] |
| Shin Yamada      | Kawasaki Frontale   | Tokyo Verdy                | 5–4 (A) | 30 de novembro de 2024 | [ 34 ] |

Notes
- 4 Marcou 4 gols
- (M) – Mandante
- (V) – Visitante

## Premiação
| J-League de 2024                |
| ------------------------------- |
| Vissel Kobe Campeão (2º título) |